# J'ai faim (chanson)
Pour les articles homonymes, voir J'ai faim.
J'ai faim est un poème d'Eugène Pottier écrit en mars 1848 et paru dans le recueil Chants révolutionnaire en 1887, édition Dentu, Paris.